# Valmontone
Valmontone là một đô thị ở tỉnh Roma trong vùng Lazio, có cự ly khoảng 45 km về phía đông nam của Roma. Tại thời điểm ngày 31 tháng 12 năm 2004, đô thị này có dân số 13.453 người và diện tích là 40 km².
Valmontone giáp các đô thị: Artena, Cave, Colleferro, Genazzano, Labico, và Palestrina.

## Thành phố kết nghĩa
- Benifaió, Valencian Community - Tây Ban Nha (1987)
- Weiler-Simmerberg, Bavaria - Đức (2004-2005)